# Astropecten eremicus
Astropecten eremicus är en sjöstjärneart som beskrevs av Fisher 1913. Astropecten eremicus ingår i släktet Astropecten och familjen kamsjöstjärnor.
Artens utbredningsområde är Filippinerna. Inga underarter finns listade i Catalogue of Life.